# Pieter Le Prestre
Pieter Le Prestre est un maître écrivain et un maître d'école né en 1595, actif dans les Anciens Pays-Bas.

## Biographie
Né en 1595 à Bruges, Le Prestre est élu dans la guilde des maîtres d’école de Middelbourg en 1618. Il reçoit en 1629 et 1631 des récompenses municipales pour des travaux artistiques. Il publie là un recueil d’exemples en 1632 et, à l’occasion, collabore avec des graveurs pour tracer la lettre sous des gravures.

## Œuvres
- Exemplaerboeck inhoudende diveersche Soorten van Geschriften seer bequaem ende nut voor de Jonckheyt en alle Liefhebbers der Penne. Geschreven ende byeen ghevoucht door Pieter le Prestre van Brugghe Schoolmr binnen de vermaerde Coopstadt van Middelburgh in Zeelandt. Middelburg : 1632. 4° obl., 12 pl. gravées par Johannes Loof. Harvard (MA) HUL (incomplet ?). Croiset 2005 p. 31, Becker 1997 n° 103.
- Portrait à l'effigie de Joos van Trappen, dessiné par Berch, tracé par Prestre et gravé par G. Looft, Middelbourg, 1629 (London BL, voir).